# Andrzej Kmicic
Andrzej Kmicic herbu Rawicz – postać fikcyjna, główny bohater powieści Potop Henryka Sienkiewicza. Pojawia się też przejściowo w następnej części Trylogii (Pan Wołodyjowski).
Jako chorąży orszański był charakterystycznym przedstawicielem ówczesnej szlachty litewskiej, znanym z wojennych wyczynów potomkiem dawniej możnego, lecz zrujnowanego przez wojny z Moskwą rodu szlacheckiego ze Smoleńszczyzny.

## Dzieje postaci
Na początku Potopu, gdy przyjeżdża do Wodoktów, gdzie mieszka Aleksandra Billewiczówna, z którą ma się ożenić wedle testamentu Herakliusza Billewicza, ukazuje się jako warchoł i zabijaka. Następnie służy u księcia Janusza Radziwiłła, którego zdradzieckie zamiary poznaje dopiero w rozmowie z księciem Bogusławem. Kmicic, ujrzawszy zdradę obu Radziwiłłów, przeszedł na stronę konfederatów i Jana Kazimierza. Broniąc Ojczyzny, przybrał nazwisko Babinicz od miasteczka Babinicze leżącego w jego włościach, ponieważ na jego własnym ciążyło piętno zdrajcy. Brał udział w obronie Jasnej Góry, gdzie wysadził największą szwedzką kolubrynę. Następnie udał się na Śląsk do króla, gdzie podczas powrotu do kraju uratował Jana Kazimierza. Brał udział w bitwie pod Prostkami, dowodząc Tatarami krymskimi wspomagającymi Polaków.

## Geneza postaci
Pierwowzorem tej postaci miał być strażnik wielki litewski Samuel Kmicic.
Faktyczny literacki pierwowzór postaci Kmicica i jego „kompanii” stworzył jednak Józef Ignacy Kraszewski w powieści Szaławiła (1870) w osobie znanego awanturnika Zbisława Wierzchowskiego i jego towarzyszy. Jeden z nich – najbliższy przyjaciel, Jan Żubr przypomina swymi zasadniczymi cechami postać Jaromira Kokosińskiego, a ich pijacka biesiada w Żurowie to pomysł naśladowany w Potopie przez Sienkiewicza hulanką w Lubiczu. Na zapożyczenia te zwrócił już uwagę prof. Wincenty Danek.

## Film i muzyka
- W filmie Obrona Częstochowy (1913, reż. Edward Puchalski) postać tę zagrał Bronisław Oranowski.
- W rosyjskiej produkcji Potop (Потоп) (1915, reż. Piotr Czardynin) jako Kmicic wystąpił Iwan Mozżuchin.
- W polskiej ekranizacji Potopu (1974, reż. Jerzy Hoffman) w postać wcielił się Daniel Olbrychski.
- O tej postaci opowiada utwór Pan Kmicic autorstwa Jacka Kaczmarskiego[4].